# بدرة (حورة)

'

تعديل مصدري - تعديل

بدرة هي إحدى قرى عزلة حوره بمديرية حورة التابعة لمحافظة حضرموت، بلغ تعداد سكانها 606 نسمة حسب تعداد اليمن لعام 2004.